# Ellsworth, Wisconsin
Ellsworth là một làng thuộc quận Pierce, tiểu bang Wisconsin, Hoa Kỳ. Năm 2006, dân số của làng này là 2909 người.